# Старинки (Молодечненский район)
Старинки (бел. Стары́нкі) — деревня в Молодечненском районе Минской области Беларуси. Входит в состав Олехновичского сельсовета.

## География
Через деревню пролегает дорога Н-9123.
Ближайшие населённые пункты Гойжево, Койтени, Токаревщина и др.

## История
С 1904 года входило в состав Красносельской волости Вилейского уезда Виленской губернии Российской империи.
После Рижского мирного договора 1921 года деревня находилась в составе Польской Республики, Виленского воеводства, Вилейского уезда, гмины Красное.
12 ноября 1939 года Западная Беларусь воссоединена с БССР.
До 24 мая 2000 года деревня входила в состав Городокского сельсовета.

## Население

### Численность
- 2019 год — 42 жителей

### Динамика
- 1921 год — 110 жителей, 17 дворов[5]
- 1931 год — 116 жителей, 17 дворов[6]
- 1999 год — 79 жителей (перепись населения)
- 2009 год — 69 жителей (перепись населения)[3]
- 2019 год — 42 жителей (перепись населения)